# Myriameterstein
Myriametersteine sind Vermessungsmarken. Ein Myriameter (von altgriechisch μυριάς myrias „zehntausend“ – vgl. Myriade) entspricht 10.000 Metern, also 10 Kilometern. Die Bezeichnung geht auf den im Jahre 1795 in Frankreich geprägten Ausdruck Myriamètre zurück, der speziell für Wegsteine vorgesehen war.

## Myriametersteine am Rhein

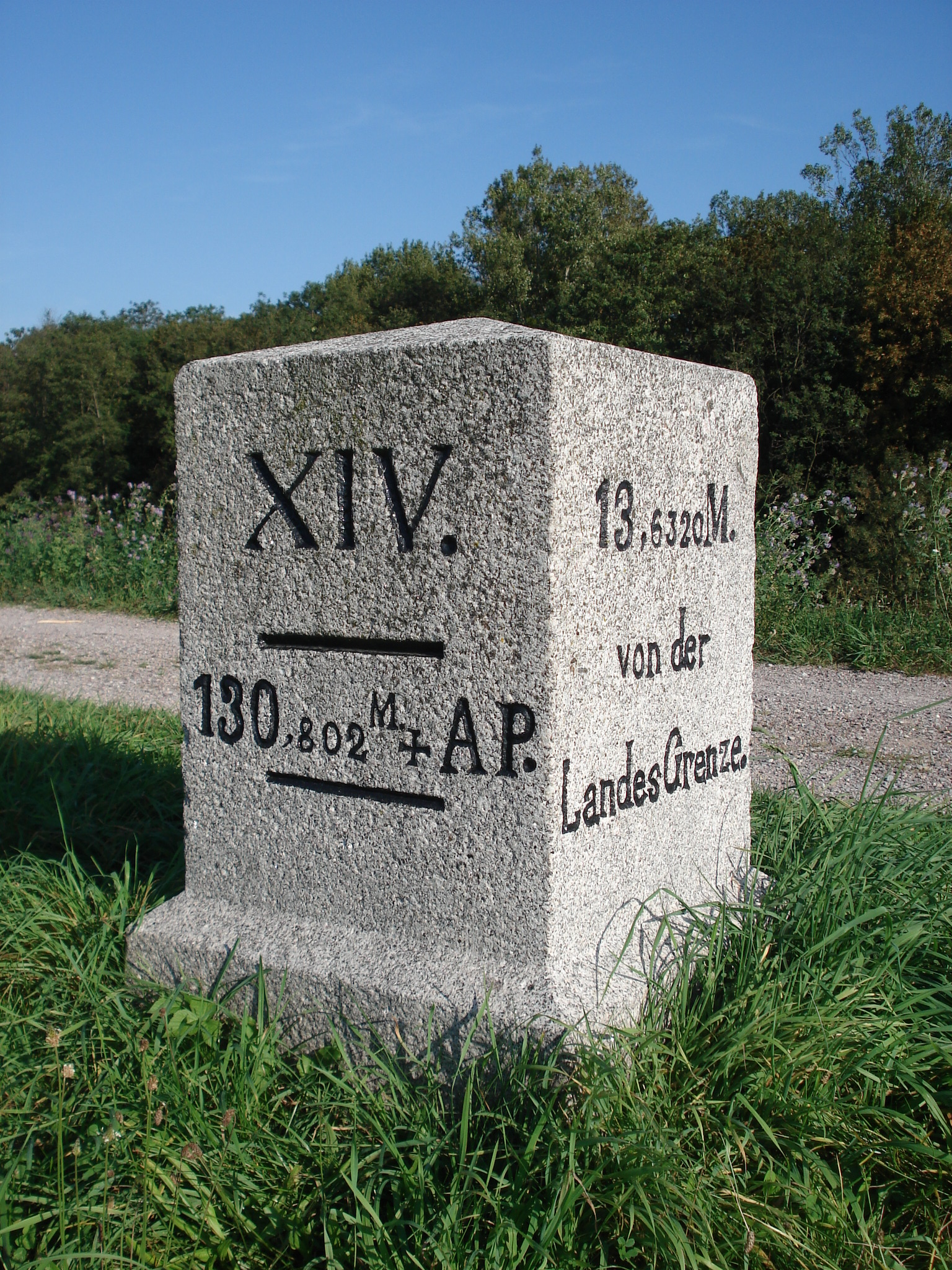
Typischer Myriameterstein am Rheinufer in Rheinau (2011)

Diese historischen Kilometersteine sind alle zehntausend Meter rechts und links des Rheins zwischen Basel und Rotterdam angebracht.

### Geschichte
Die Central-Commission für die Rhein-Schiffahrt ordnete am 25. Mai 1864 in Amsterdam – nach der Begradigung des Oberrheins durch Gottfried Tulla – erstmals eine Gesamtvermessung des Rheinstroms an, die ihren Anfang an der Mittleren Brücke zu Basel (heutiger Rhein-km 166,6) nehmen und an der Rheinmündung enden sollte. Mitglieder waren die Rheinanliegerstaaten Baden, Bayern, Frankreich, Hessen, Nassau, Niederlande und Preußen.
1867 wurde von der Central-Commission beschlossen, zur Kennzeichnung der Vermessungsergebnisse Vermarkungssteine, sogenannte Myriametersteine, zu setzen. Die Steine wurden aus Ibbenbürener Sandstein in den ungefähren Maßen 120 × 50 × 50 cm hergestellt und endeten in einer flachen, vierseitigen Pyramide. Alle vier Seiten waren beschriftet. Die Rheinseite trägt die Nummer des Steins in römischen Ziffern. Darunter beschreibt die Angabe AP die Höhe des Steins über dem Amsterdams Peil (Amsterdamer Pegel, entspricht NN), was wichtig für die Berechnung des Flussgefälles ist. Landseitig wurden die Entfernungen von Basel und bis Rotterdam angegeben. Weiterhin sind berg- bzw. talseitig teilweise die Entfernungen zu den nächsten Landesgrenzen vermerkt. Ursprünglich waren alle zehn Kilometer beidseits des Rheins schwarz-weiß angestrichene Steine gesetzt. Sie wurden ab 1883 durch Landeskilometrierungen ersetzt. Übergangsweise waren sie bis 1890 gültig. Heute werden sie z. T. noch als Festpunkte der Landesvermessung genutzt.

### Beschriftung
Als Beispiel für eine typische Beschriftung dient hier der 23. Stein in Altlußheim auf der rechten Rheinseite bei km 396,57.
|             | Foto | Beschriftung                                         | Erläuterung |
| ----------- | ---- | ---------------------------------------------------- | --- |
| Wasserseite |      | XXIII. –––– 96,604 M + AP                            | Stein Nr. 23 –––– 96,604 m über Amsterdamer Pegel |
| Landseite   |      | 23,0000 M. von Basel. –––– 59,4450 M. bis Rotterdam. | 23,0000 Myriameter (230,000 km) von der mittleren Rheinbrücke in Basel (bei km 166,6) –––– 59,4450 Myriameter (594,450 km) bis (zum Hafen von) Rotterdam |
| Talseite    |      | 4,0072 M. bis zur LandesGrenze.                      | 4,0072 Myriameter (40,072 km) bis zur ehemaligen Grenze zwischen dem Großherzogtum Baden und dem Großherzogtum Hessen (bei km 436,6)                     |
| Bergseite   |      | 22,6520 M. von der LandesGrenze.                     | 22,6520 Myriameter (226,520 km) von der ehemaligen Grenze zwischen dem Großherzogtum Baden und der Schweiz (bei km 170)                                  |

### Erhaltene Steine
Viele Myriametersteine wurden mittlerweile, etwa bei Bauarbeiten, entfernt. Manche wurden von den örtlichen Heimatvereinen restauriert und an einer markanten Stelle wieder aufgestellt. Heute sind noch über 70 Myriametersteine zwischen Basel und der Landesgrenze zu den Niederlanden erhalten. Bei einigen handelt es sich jedoch um Nachbildungen. Im Regierungsbezirk Düsseldorf, in den Landkreisen Mainz-Bingen und Rhein-Hunsrück des Bundeslandes Rheinland-Pfalz sowie der Stadt Koblenz wurden sie in die Denkmallisten aufgenommen.
Die folgende Liste ist nicht vollständig.
| Stein Nr.   | Rhein-km | Rheinseite      | Ort                                             | Bemerkungen (Lage) | Foto |
| ----------- | -------- | --------------- | ----------------------------------------------- | --- | ---- |
| 2 (II)      | 186,47   | linksrheinisch  | Niffer (Frankreich)                             | Auf der Rheininsel zwischen Rheinseitenkanal und Altrhein |      |
| 2 (II)      | 185,86   | rechtsrheinisch | Bad Bellingen (Ortsteil Rheinweiler)            | Direkt auf dem Autobahnparkplatz „Fischergrund“; wurde erst im Oktober 2012 wieder aufgestellt, nachdem er in den 1950er-Jahren beim Bau der Autobahn entfernt worden war |      |
| 4 (IV)      | 206,51   | linksrheinisch  | Blodelsheim (Frankreich)                        | Auf der Rheininsel zwischen Rheinseitenkanal und Altrhein |      |
| 4 (IV)      | 206,50   | rechtsrheinisch | Neuenburg am Rhein (Stadtteil Grißheim)         | Auf dem Ostufer des Altrheins |      |
| 5 (V)       | 216,49   | linksrheinisch  | Geiswasser (Frankreich)                         | Auf der Rheininsel zwischen Rheinseitenkanal und Altrhein |      |
| 5 (V)       | 216,49   | rechtsrheinisch | Hartheim am Rhein                               | |      |
| 7 (VII)     | 236,43   | linksrheinisch  | Marckolsheim (Frankreich)                       | Auf der Marckolsheimer Rheininsel; im Gestrüpp wenige Meter hinter dem Rheinufer, auf der vom Rhein abgewandten Seite des Damms |      |
| 7 (VII)     | 236,50   | rechtsrheinisch | Sasbach am Kaiserstuhl (Jechtingen)             | |      |
| 8 (VIII)    | 246,55   | linksrheinisch  | Artolsheim (Frankreich)                         | |      |
| 9 (IX)      | 256,5    | linksrheinisch  | Rhinau (Frankreich)                             | Auf der Insel Rhinau; liegt auf der Seite; der obere Quader mit der Beschriftung ist nur noch teilweise erhalten |      |
| 9 (IX)      | 256,52   | rechtsrheinisch | Rheinau, gemeindefreies Gebiet                  | Im Naturschutzgebiet Taubergießen |      |
| 10 (X)      | 266,56   | rechtsrheinisch | Schwanau (Ortsteil Nonnenweier)                 | |      |
| 12 (XII)    | 286,5    | linksrheinisch  | Straßburg (Frankreich)                          | Auf der Rohrschollen-Insel |      |
| 12 (XII)    | 286,500  | rechtsrheinisch | Kehl (Ortsteil Goldscheuer)                     | |      |
| 13 (XIII)   | 296,46   | rechtsrheinisch | Kehl (Rheinhafen)                               | |      |
| 14 (XIV)    | 306,46   | rechtsrheinisch | Rheinau                                         | |      |
| 15 (XV)     | 316,45   | rechtsrheinisch | Lichtenau                                       | |      |
| 16 (XVI)    | 326,52   | rechtsrheinisch | Rheinmünster (Ortsteil Söllingen)               | |      |
| 17 (XVII)   | 336,50   | linksrheinisch  | Beinheim (Frankreich)                           | |      |
| 17 (XVII)   | 336,51   | rechtsrheinisch | Rastatt (Stadtteil Wintersdorf)                 | |      |
| 18 (XVIII)  | 346,48   | linksrheinisch  | in Mothern (Frankreich)                         | |      |
| 19 (XIX)    | 356,45   | linksrheinisch  | Verbandsgemeinde Hagenbach                      | |      |
| 19 (XIX)    | 356,45   | rechtsrheinisch | Karlsruhe (Stadtteil Daxlanden)                 | |      |
| 20 (XX)     | 366,46   | rechtsrheinisch | Karlsruhe                                       | In der Nähe des Ölhafens |      |
| 21 (XXI)    | 376,58   | linksrheinisch  | Verbandsgemeinde Rülzheim (Hördt)               | |      |
| 21 (XXI)    | 376,57   | rechtsrheinisch | Linkenheim-Hochstetten                          | |      |
| 22 (XXII)   | 386,45   | linksrheinisch  | Germersheim                                     | Auf der Insel Grün |      |
| 22 (XXII)   | 386,45   | rechtsrheinisch | Philippsburg (Rheinsheim)                       | |      |
| 23 (XXIII)  | 396,57   | linksrheinisch  | Speyer                                          | Nicht am Rheinufer, sondern ca. 200 m landeinwärts an einem Waldweg, der parallel zum Rhein verläuft |      |
| 23 (XXIII)  | 396,57   | rechtsrheinisch | Altlußheim                                      | |      |
| 24 (XXIV)   | 406,500  | linksrheinisch  | Otterstadt                                      | |      |
| 24 (XXIV)   | 406,500  | rechtsrheinisch | Ketsch                                          | Auf der Ketscher Rheininsel |      |
| 25 (XXV)    | 416,7    | linksrheinisch  | Altrip                                          | Nicht am Rheinufer, sondern am Ufer eines Altrheins, direkt beim Motorboot Club-Altrip |      |
| 26 (XXVI)   | 424,75   | rechtsrheinisch | Mannheim (Handelshafen)                         | Zwischen Haus Oberrhein (Hafenamt) und Pegel Mannheim; stand ursprünglich bei km 426,5 |      |
| 27 (XXVII)  | 437,000  | linksrheinisch  | Bobenheim-Roxheim                               | |      |
| 27 (XXVII)  | 437,000  | rechtsrheinisch | Mannheim (Stadtteil Sandhofen)                  | Genau am Ende eines sogenannten „kurzen Kilometers“, wo bei km 436,66 (badisch-hessische Landesgrenze) die eigentliche Kilometrierung als km 437 fortgesetzt wird |      |
| 28 (XXVIII) | 447,000  | rechtsrheinisch | Biblis (Ortsteil Nordheim)                      | Auf der Maulbeeraue |      |
| 29 (XXIX)   | 457,000  | linksrheinisch  | Worms-Ibersheim                                 | Ibersheimer Wörth |      |
| 29 (XXIX)   | 457,000  | rechtsrheinisch | Groß-Rohrheim                                   | |      |
| 30 (XXX)    | 467,000  | linksrheinisch  | Eich (Rheinhessen)                              | |      |
| 30 (XXX)    | 467,000  | rechtsrheinisch | Biebesheim am Rhein                             | |      |
| 31 (XXXI)   | 477,000  | rechtsrheinisch | Riedstadt (Stadtteil Leeheim)                   | |      |
| 32 (XXXII)  | 487,000  | linksrheinisch  | Verbandsgemeinde Bodenheim (Nackenheim)         | Nicht am Rheinufer, sondern zwei Parallelstraßen weiter (Rheinstraße) |      |
| 32 (XXXII)  | 487,000  | rechtsrheinisch | Trebur                                          | Nicht am Rheinufer, sondern ca. 150 m entfernt am östlichen Ufer des Ginsheimer Altrheins, an der Deichkrone; Koordinatenangabe im Koordinatenreferenzsystem ETRS89 _ UTM32: East: 32453905 m und North: 5529941 m 49° 55′ 12,2″ N, 8° 21′ 28,4″ O |      |
| 34 (XXXIV)  | 507,000  | linksrheinisch  | Budenheim                                       | |      |
| 35 (XXXV)   | 517,000  | linksrheinisch  | Ingelheim am Rhein (Frei-Weinheim)              | |      |
| 35 (XXXV)   | 516,998  | rechtsrheinisch | Oestrich-Winkel                                 | |      |
| 36 (XXXVI)  | 527,03   | rechtsrheinisch | Rüdesheim am Rhein                              | Linksrheinisch bei km 529,52 (ehemalige hessisch-preußische Landesgrenze) wird die Kilometrierung als km 530 fortgesetzt (kurzer Kilometer). Durch die Fehlstrecke von 475 m steht der nächste Stein nicht bei km 537,0, sondern bei km 537,475. |      |
| 37 (XXXVII) | 537,283  | rechtsrheinisch | Lorch                                           | Der Stein stand ursprünglich bei km 537,475 zwischen der B 42 und der Bahnlinie. Er wurde im Zuge von Bauarbeiten entfernt, zwischengelagert und ist 2023 ohne seinen Sockel an einem Parkplatz an der B 42 unterhalb des Bahndamms wieder aufgestellt worden. Er trägt keine erkennbaren Inschriften. |      |
| 40 (XL)     | 567,44   | linksrheinisch  | Boppard (Ortsbezirk Bad Salzig)                 | |      |
| 41 (XLI)    | 577,48   | linksrheinisch  | Spay                                            | |      |
| 41 (XLI)    | 577,47   | rechtsrheinisch | Osterspai                                       | Unterhalb der B 42 am Rheinufer, ca. 100 m vom Dinkholdertal Richtung Osterspai, also in Osterspaier Gebiet. |      |
| 42 (XLII)   | 587,48   | linksrheinisch  | Koblenz (Stadtteil Stolzenfels)                 | Nicht am Rheinufer, sondern am nächsten, parallel dazu verlaufenden Weg |      |
| 43 (XLIII)  | 597,48   | linksrheinisch  | Koblenz (Stadtteil Kesselheim)                  | |      |
| 43 (XLIII)  | 597,48   | rechtsrheinisch | Verbandsgemeinde Vallendar (Niederwerth)        | |      |
| 45 (XLV)    | 617,46   | linksrheinisch  | Andernach                                       | Der Stein steht einige Meter vom Leinpfad entfernt zum Fluss hin, unterhalb einer steilen Böschung. 50°27'57.0"N 7°21'08.5"E |      |
| 47 (XLVII)  | 637,48   | rechtsrheinisch | Unkel                                           | Wurde im April 2014 restauriert; nördlich der Nato-Rampe 50° 36′ 26,7″ N, 7° 12′ 57,8″ O |      |
| 48 (XLVIII) | 647,48   | linksrheinisch  | Bonn (Stadtbezirk Bad Godesberg)                | Wurde vom Wasser- und Schifffahrtsamt Köln am 21. November 2012 wieder aufgerichtet. Er trägt keine Inschriften. Der Standort ist am Restaurant Bastei, Von-Sandt-Ufer 1. 50° 41′ 25,1″ N, 7° 10′ 17,8″ O |      |
| 48 (XLVIII) | 647,47   | rechtsrheinisch | Königswinter (Stadtteil Niederdollendorf)       | Nicht am Uferweg, sondern in der nächsten, parallel dazu verlaufenden Straße „Rheinufer“ gegenüber dem Spielplatz der Gaststätte Rheinpavillon. Wurde vom Kreis der Heimatfreunde Niederdollendorf gereinigt und am 29. November 2012 neu vermessen. Die Inschriften lauten: Wasserseite XLVIII / (unleserlich) M(eter) / __ / über A.(msterdam) P.(egel), Bergseite 117,180 KM / von der / Landes Grenze, Talseite 209,000 KM / bis zur / Landes Grenze, Landseite 480,000 KM / von Basel / __ / 344,450 KM / bis Rotterdam50° 41′ 31,3″ N, 7° 10′ 34,3″ O ,50° 41′ 29,9″ N, 7° 10′ 41,1″ O |      |
| 49 (XLIX)   | 659,23   | linksrheinisch  | Bonn (Ortsteil Graurheindorf)                   | Direkt am Uferweg. Auf dem Stein rudimentär erkennbare Inschriften sind verwitterungsbedingt unleserlich, außer auf der Landseite. Etwa 40 m nördlich des einmündenden Weges Gottbergstraße. |      |
| 49 (XLIX)   | 657,47   | rechtsrheinisch | Bonn (Ortsteil Geislar)                         | Auf dem Kemper Werth, nicht am Rheinufer, sondern 150 m entfernt am nächsten, parallel dazu verlaufenden Weg auf 50° 45′ 39,5″ N, 7° 5′ 49,3″ O. Das Siegufer ist 40 m entfernt. Es gibt keine Inschriften. |      |
| 50 (L)      | 669,2    | rechtsrheinisch | Niederkassel (Stadtteil Lülsdorf)               | Versetzt; direkt an der Walter-Esser-Brücke (eigentlich ein Einlassbauwerk zum Hochwasserschutz, drüber führt ein Weg für Fußgänger und Radfahrer) 50° 49′ 41,8″ N, 6° 59′ 21,2″ O |      |
| 51 (LI)     | 679,49   | linksrheinisch  | Köln (Stadtteil Weiß)                           | Sockel fehlt, also offenbar versetzt; dafür spricht auch die Entfernung zum Ufer. Nicht am Rheinufer, sondern am übernächsten, parallel dazu verlaufenden (betonierten) Weg. Gedreht; römische Ziffer weist weg vom Rhein und zum Wald hin (Juni 2021). Das Foto rechts und alle Bilder in Wikimedia Commons sind veraltet und stellen nicht den oben genannten Stand von Juni 2021 dar. Sie zeigen den Stein um 90° verdreht. Seit (mindestens) Februar 2018 steht der Stein um 180° verdreht, also immer noch falsch.                                                                      |      |
| 51 (LI)     | 679,48   | rechtsrheinisch | Köln (Stadtteil Ensen)                          | Oberhalb Leinpfad (kurz vor der Hochwassermauer); teilweise verwitterte, aber lesbare Inschriften |      |
| 54 (LIV)    | 713,82   | rechtsrheinisch | Monheim am Rhein                                | Versetzt. In der Kapellenstraße, gegenüber dem Deusser-Haus (Heimatmuseum); stand ursprünglich im alten Ortsteil Blee 51° 5′ 54,7″ N, 6° 52′ 52,5″ O |      |
| 55 (LV)     | 717,47   | linksrheinisch  | Dormagen (Stadtteil Stadt Zons)                 | Nähe Ufer, direkt am Weg 51° 7′ 25,2″ N, 6° 51′ 21,3″ O |      |
| 55 (LV)     | 715,72   | rechtsrheinisch | Monheim am Rhein (Stadtteil Baumberg)           | Versetzt. Am Rheinufer am Ende der Klappertorstraße, direkt an der Treppe zum Schiffsanleger ; stand ursprünglich im Naturschutzgebiet Baumberger Aue 51° 6′ 57,7″ N, 6° 52′ 36,8″ O |      |
| 56 (LVI)    | 727,48   | linksrheinisch  | Neuss (Stadtteil Uedesheim) (Ortsteil Stüttgen) | Zwischen B9 und Treidelpfad, nördlich der Einmündung zum Silbersee gelegen. Im Mai 2022 anders als auf dem gezeigten Foto, fast ganz eingewachsen. |      |
| 56 (LVI)    | 727,47   | rechtsrheinisch | Düsseldorf (Stadtteil Himmelgeist)              | Im Naturschutzgebiet Himmelgeister Rheinbogen; steht nicht am Rheinufer, sondern ca. 100 m landeinwärts, am Weg 51° 9′ 5,9″ N, 6° 47′ 28,3″ O |      |
| 58 (LVIII)  | 747,48   | linksrheinisch  | Düsseldorf (Stadtteil Lörick)                   | Steht am parallel laufenden, befestigten Weg auf der Erhöhung |      |
| 58 (LVIII)  | 747,44   | rechtsrheinisch | Düsseldorf (Stadtteil Golzheim)                 | Als Ersatz des ursprünglichen Steins mit quadratischer Grundfläche und flacher Pyramide, eine zylindrische Stele, die im Zuge der Entstehung der Golzheimer Siedlung (ehem. Schlageter-Siedlung) 1938 errichtet wurde. Zu lesen sind die Entfernungen nach Basel (579,979 km) und Rotterdam (242,4*7 km), der Bezug zum Amsterdamer Pegel fehlt, außerdem gibt es keine Nummerierung. Man findet die Stele in der Verlängerung der Paul-von-Hase-Straße in Richtung Ufer. *Zahl unleserlich                                                                                                  |      |
| 59 (LIX)    | 757,48   | linksrheinisch  | Meerbusch (Stadtteil Nierst)                    | Nicht am Rheinufer, sondern am nächsten, parallel dazu verlaufenden Weg 51° 19′ 3″ N, 6° 43′ 32,5″ O |      |
| 59 (LIX)    | 757,48   | rechtsrheinisch | Düsseldorf (Stadtteil Wittlaer)                 | Etwa 400 m nördlich von Haus Werth (ehemalige Treidelstation) |      |
| 60 (LX)     | 767,48   | rechtsrheinisch | Duisburg (Mündelheim)                           | Der obere Quader, auf dem sich die Beschriftung befand, ist nur noch als Stumpf erhalten. Der Stumpf ist aktuell sehr eingewachsen (Stand: 22.09.2021), dadurch viel leichter zu übersehen, als auf dem Bild. Er ist aber in direkter Nähe zu dem 500-Meter-Schild [+] zu finden. 51° 21′ 53,6″ N, 6° 41′ 21,7″ O |      |
| 61 (LXI)    | 780,2    | linksrheinisch  | Duisburg (Stadtteil Homberg)                    | Nicht am Rheinufer, sondern an einem Weg zwischen Rheinufer und Königstraße, wenige Meter vor dem Wasserstraßen- und Schifffahrtsamt (WSA Duisburg); stand ursprünglich bei km 777,48 51° 27′ 10,7″ N, 6° 43′ 0″ O |      |
| 62 (LXII)   | 787,48   | linksrheinisch  | Duisburg (Ortsteil Baerl)                       | Am Weg, neben Bank und Infotafel 51° 29′ 41,7″ N, 6° 42′ 5,8″ O |      |
| 64 (LXIV)   | 811,35   | linksrheinisch  | Wesel (Stadtteil Büderich)                      | Versetzt; direkt am Hotel Wacht am Rhein |      |
| 64 (LXIV)   | 807,48   | rechtsrheinisch | Voerde (Niederrhein) (Ortsteil Ork)             | Etwa 400 m südlich des Deichkreuzes in Ork |      |
| 65 (LXV)    | 824,4    | rechtsrheinisch | Wesel (Stadtteil Bislich)                       | Versetzt; nicht am Rheinufer, sondern am Pastor-Kühnen-Platz in Bislich, direkt am Deich |      |
| 66 (LXVI)   | 827,47   | rechtsrheinisch | Wesel (Stadtteil Bislich)                       | Im Naturschutzgebiet Rheinaue Bislich-Vahnum; nur noch der Sockel ist erhalten |      |
| 67 (LXVII)  | 837,29   | rechtsrheinisch | Rees                                            | Versetzt; auf der Rheinpromenade; der Reeser Myriameterstein ist durch seine weitgehenden Veränderungen nicht vom LVR-Amt für Denkmalpflege im Rheinland als Baudenkmal inventarisiert und somit von der Stadt Rees nicht in die Denkmalliste eingetragen worden. Auskunft Fr. Pieper (Denkmalschutzbeauftragte der Stadt Rees) vom 5. Oktober 2011. |      |

## Andere Myriametersteine
Auch die Königlich Sächsischen Staatseisenbahnen verwendeten zur Stationierung ihrer Eisenbahnstrecken Myriametersteine. Erhalten sind heute noch die Exemplare an der Windbergbahn bei Dresden, der Schmalspurbahn Wilkau-Haßlau–Carlsfeld und der Strecke Gera–Weischlitz. Der Stein am Kilometer 10,000 der Elstertalbahn wird noch heute genutzt, ein moderneres Abteilungszeichen ist nicht aufgestellt. Der Stein befindet sich bahnrechts ca. 400 m südlich des Bahnhofs Wünschendorf (Elster).
In Preußen und Anhalt wurden an verschiedenen Straßen nach der Einführung des Kilometers anstelle der Meile in den 1870er Jahren Meilensteine zu Myriametersteinen umfunktioniert. Etwa zwischen Magdeburg und Helmstedt (Meilensteine bei Irxleben, Bornstedt und Erxleben sowie der Meilenstein Morsleben, der aber keine Beschriftung mehr besitzt) oder im Umfeld von Zerbst (z. B. Meilenstein Steutz, Meilenstein Tochheim, Meilenstein Lingenau oder Meilenstein Reuden). Zudem wurden sie teils deshalb zu Myriamtersteinen, weil vier Meilen 30 Kilometern entsprachen. Ein solcher zum Myriameterstein umgenutzter Meilenstein ist der Meilenstein Bitterfeld, der sich zeitweise im Garten des Kreismuseums in Bitterfeld befand. In Pontebba befindet sich ein Myriameterstein an der ehemaligen Grenze zwischen Italien und Österreich.

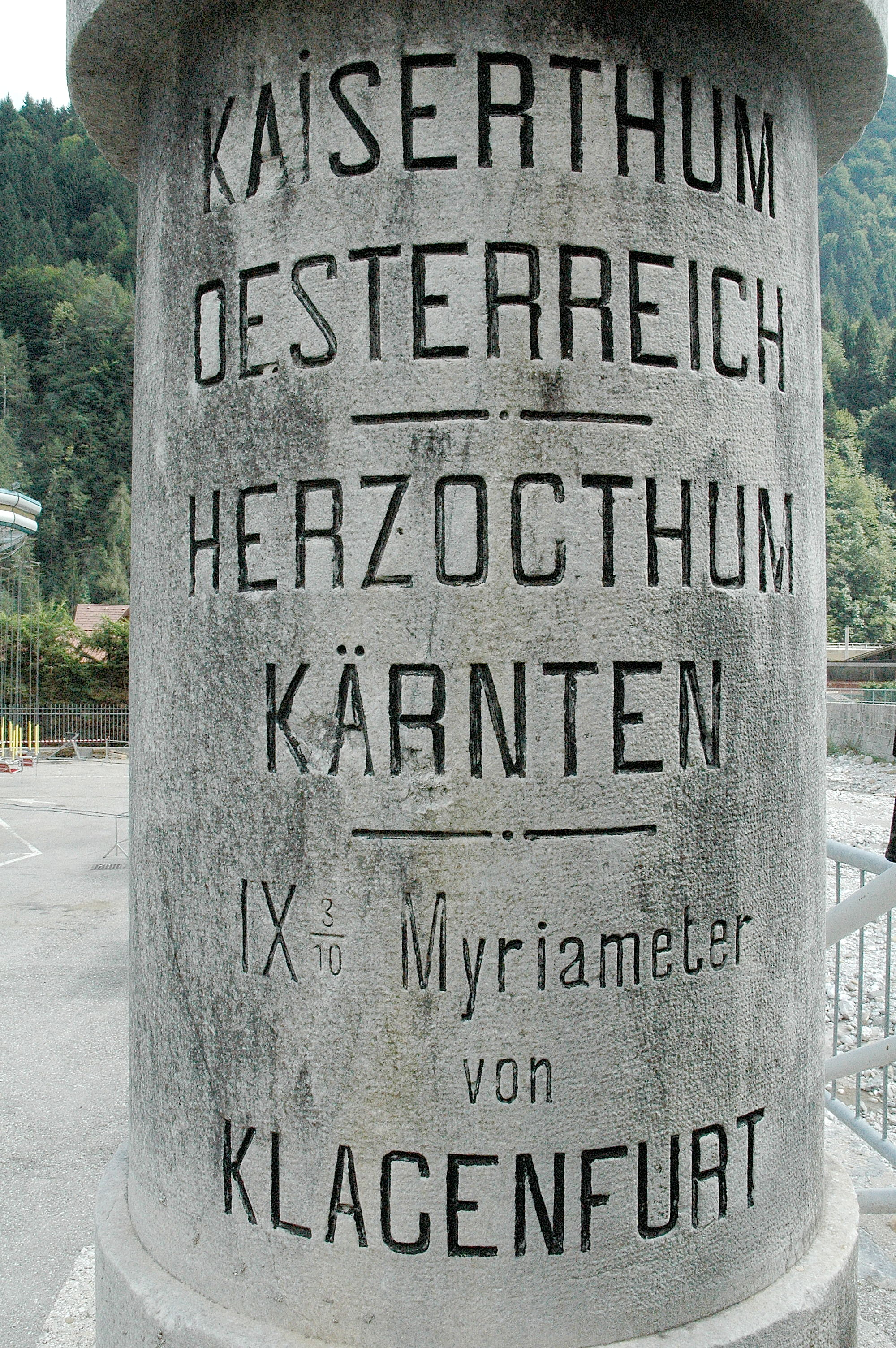
Myriameterstein an der alten Grenze Österreich–Italien in Pontebba
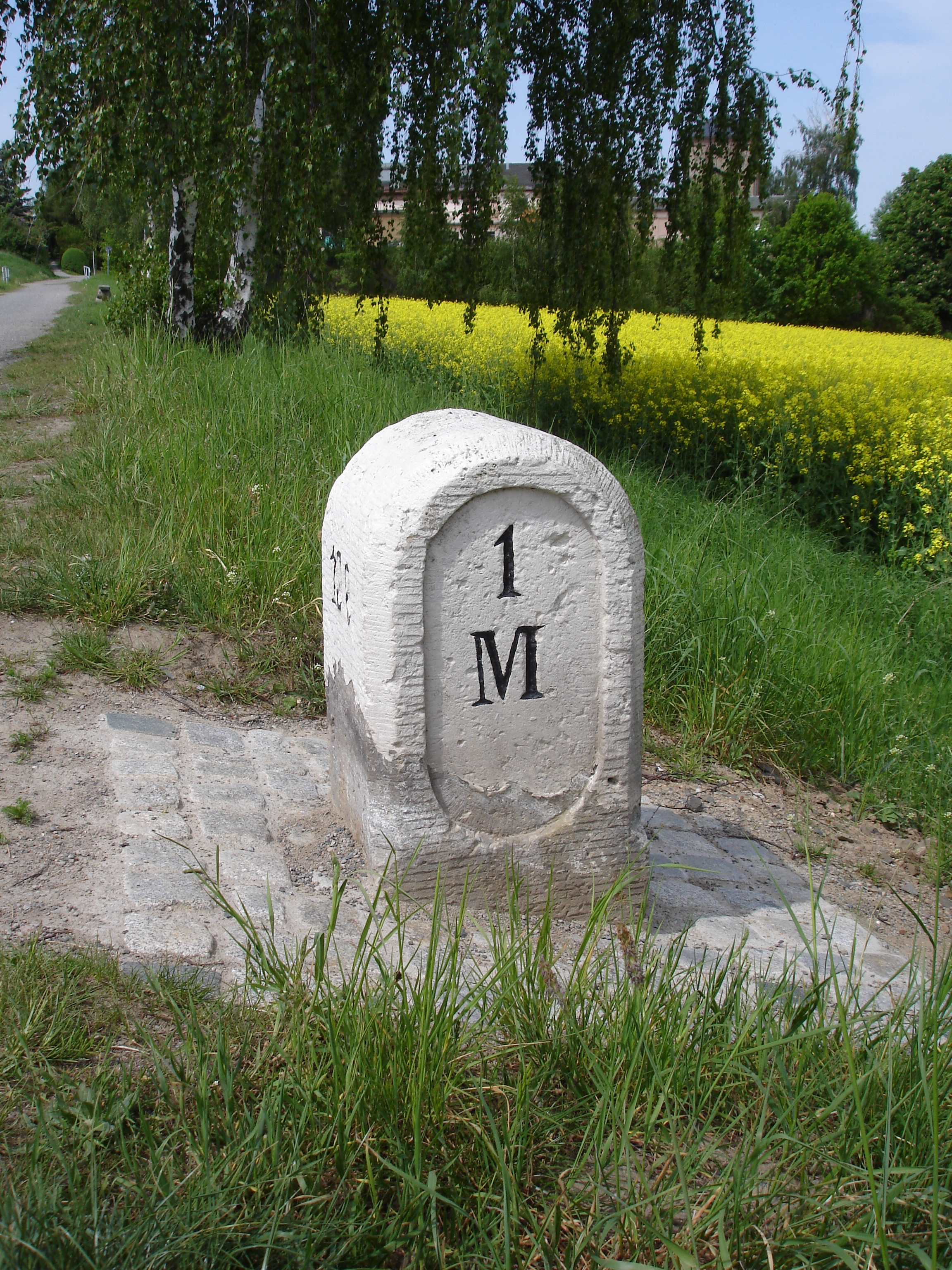
Myriameterstein an der Windbergbahn in Bannewitz
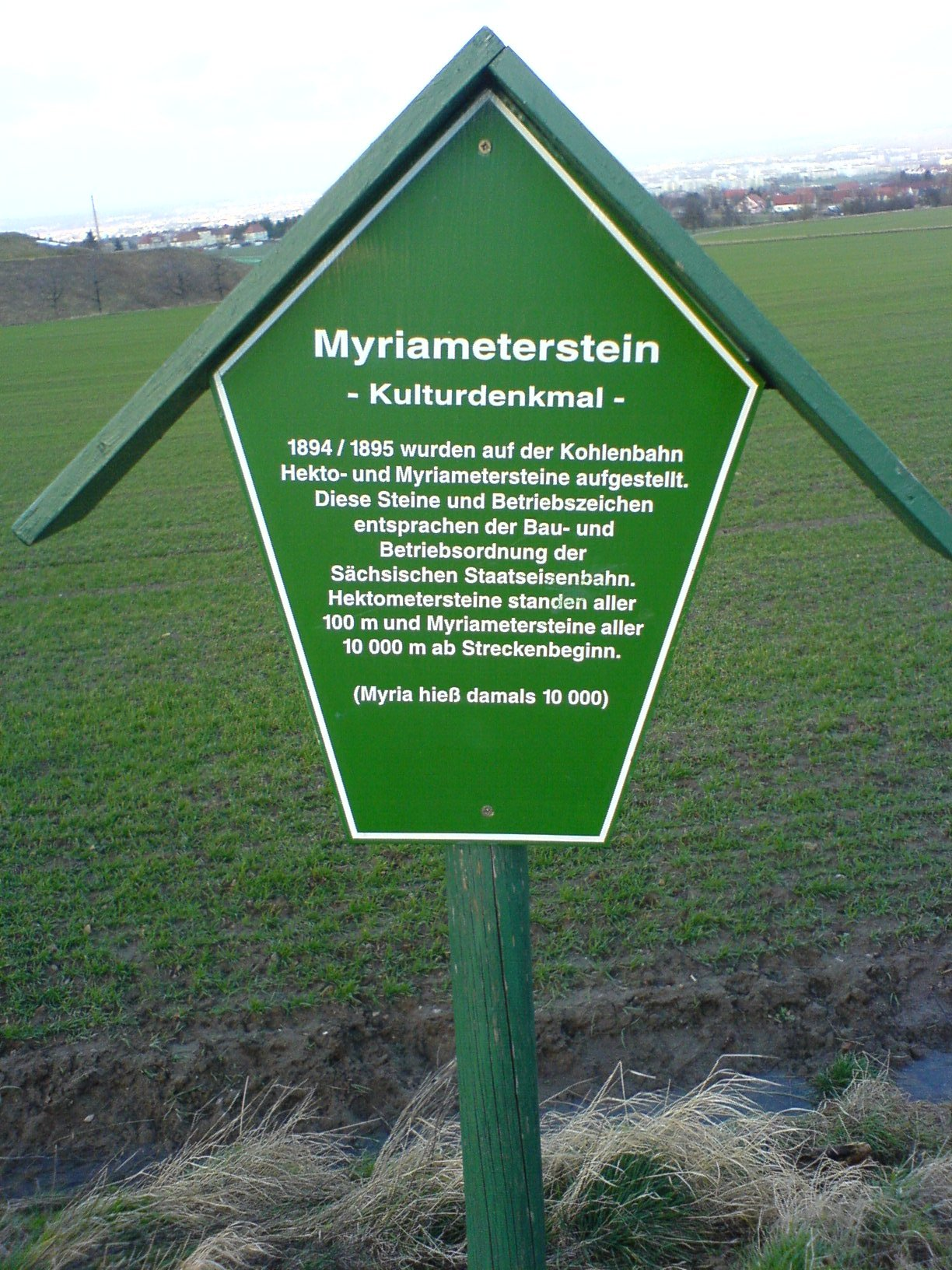
Schautafel zum Myriameterstein an der Windbergbahn
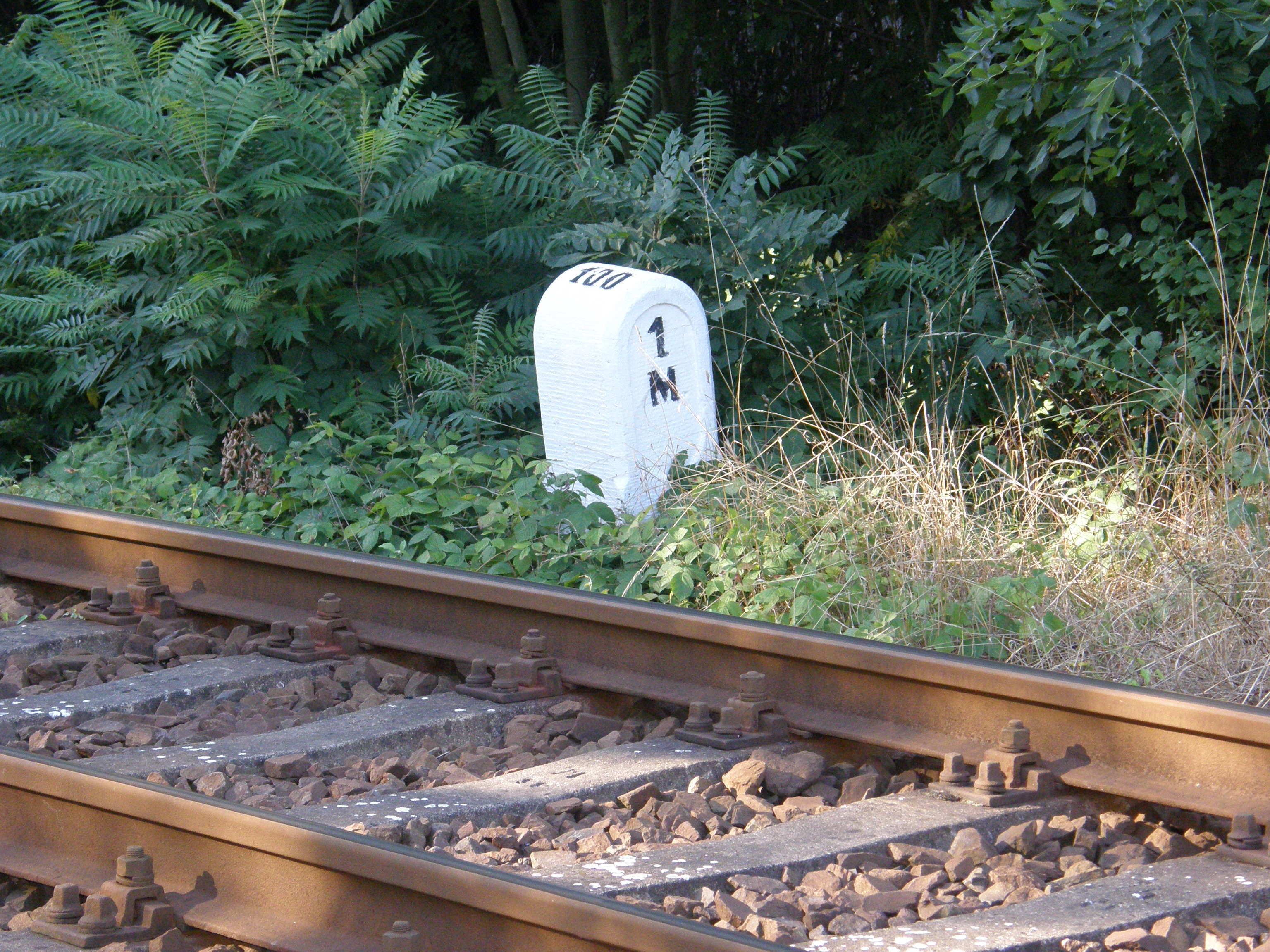
Stein bei km 10 der Strecke Gera Süd–Weischlitz
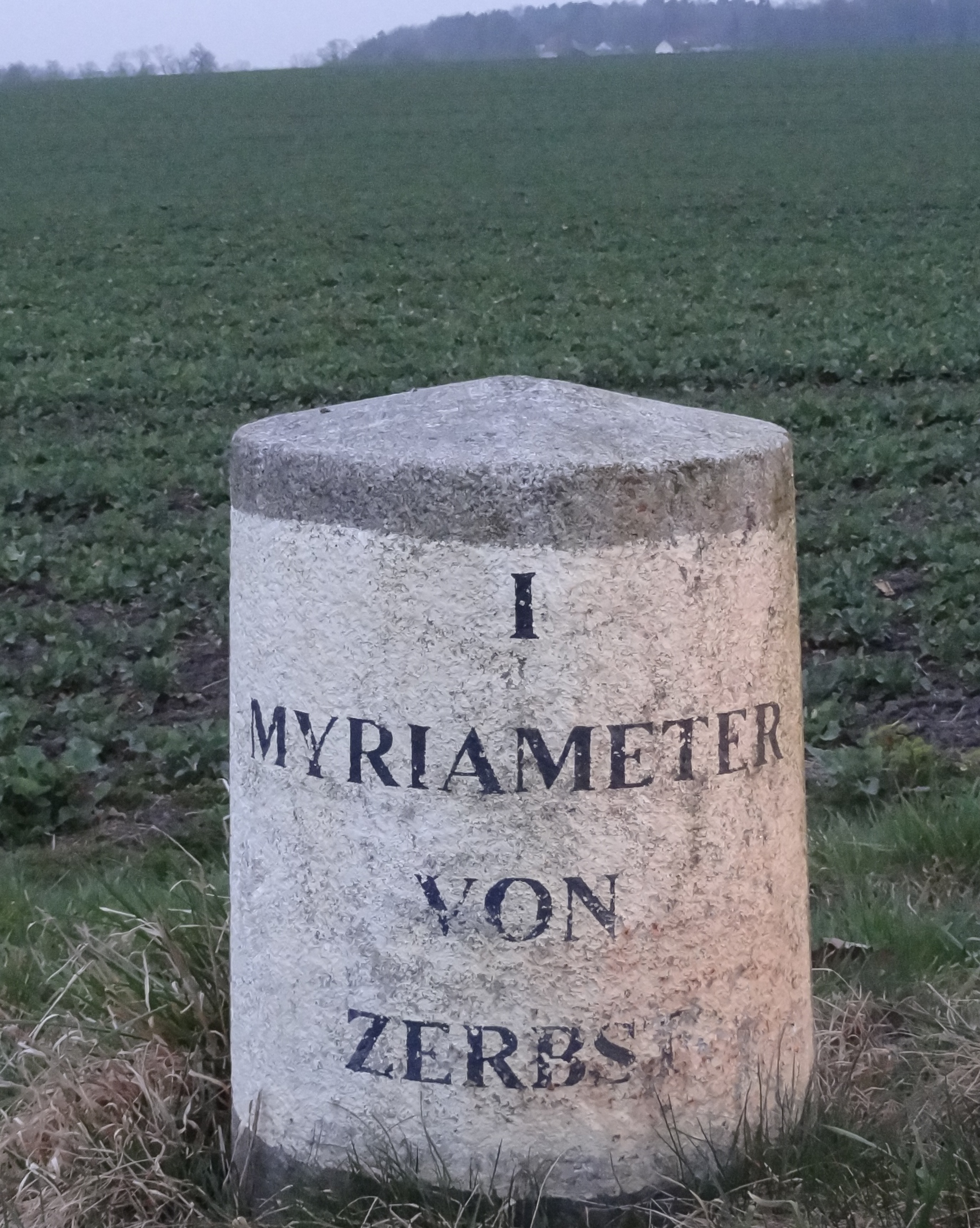
Myriameterstein am Ortsausgang Steutz Richtung Zerbst
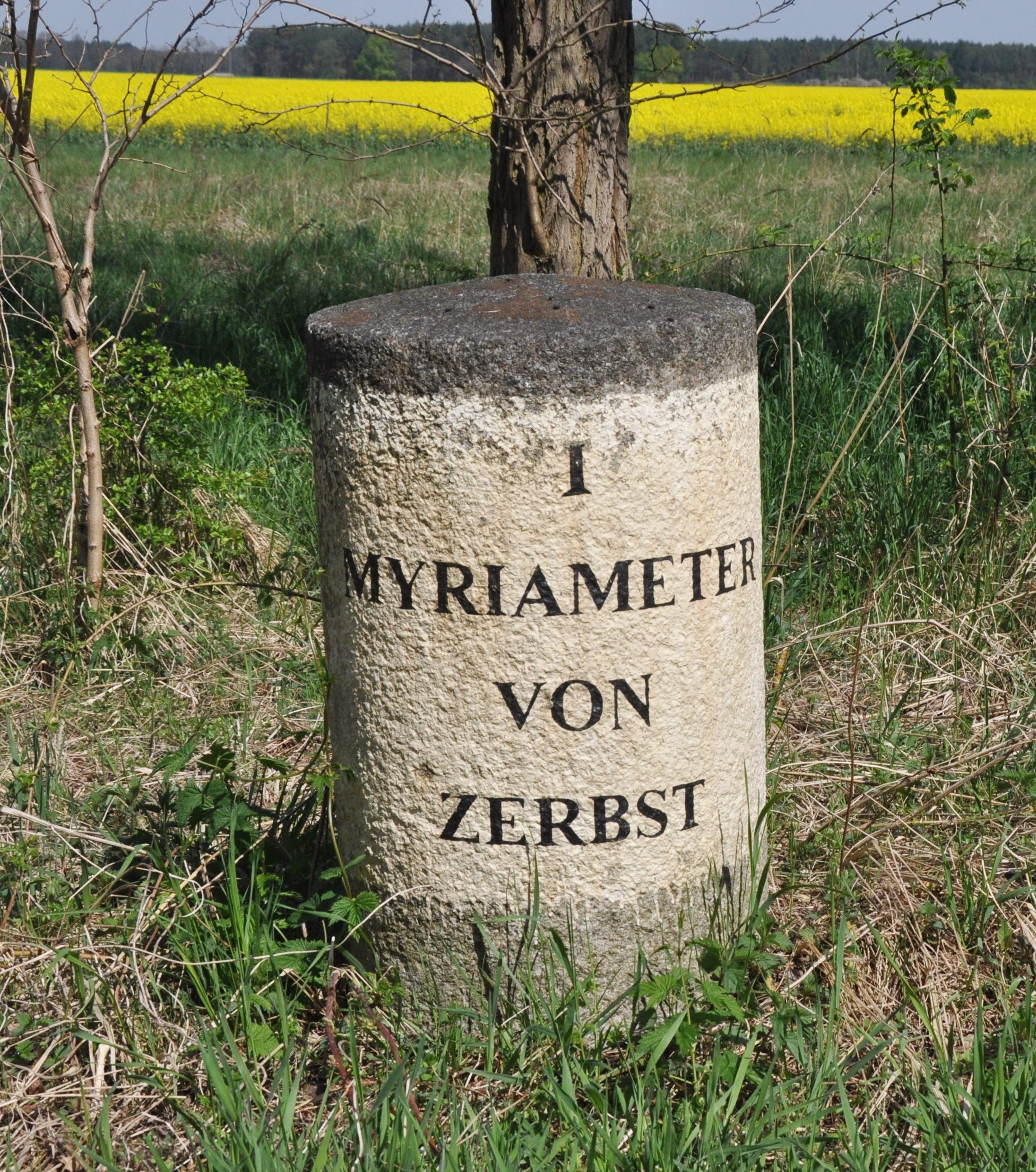
Myriameterstein hinter dem Ortsausgang Tochheim (Elbe) in Richtung Zerbst links
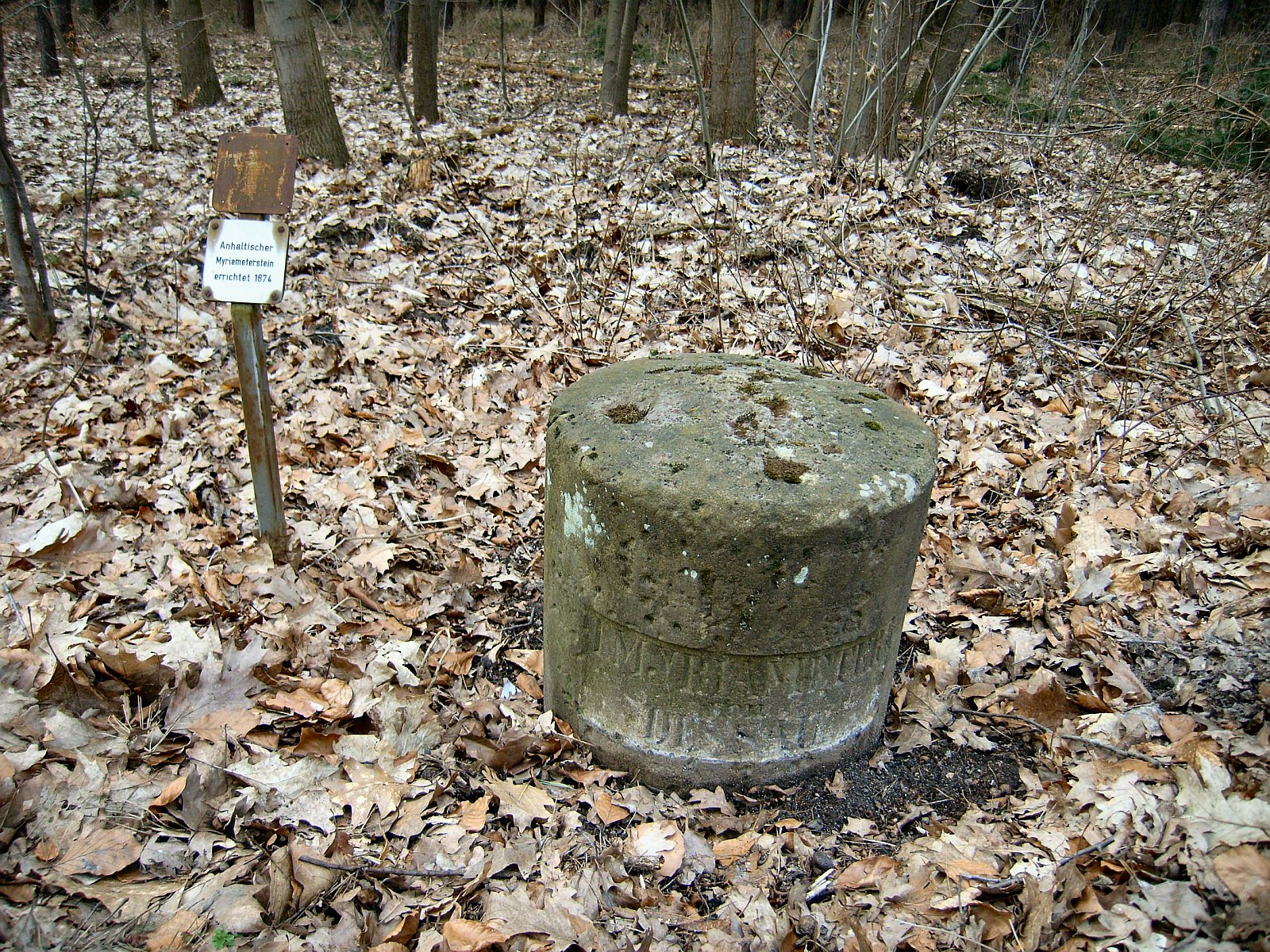
Myriameterstein bei Lingenau (Raguhn-Jeßnitz)